# 大田愛翔
大田 愛翔（おおた まなと、2002年11月9日 - ）は、日本の元子役。

## 来歴・人物
- 活動当時はスマイルモンキー[1]に所属していた。
- 趣味は猫の世話・ゲーム・ボウリング。[1]
- 特技はボウリング・水泳・サッカー。[1]

## 出演作品

### テレビドラマ[1]
- 戦国★男士（TVK, 2011年10月1日 - 2012年3月24日）- 伊達 政宗(幼少期) 役
- 悪夢ちゃん（NTV, 2012年10月13日 - 12月22日）- 名倉 優斗 役
- 悪夢ちゃん スペシャル（NTV, 2014年5月2日）- 名倉 優斗 役
- 所轄刑事 第10作（CX, 2016年12月9日）- 市村 茂(幼少期) 役

### その他のテレビ番組
2009年
- NHK「わたしが子どもだったころ」
- NTV「歌スタ!!」

2011年
- CX「ザ ベストハウス123 子供が危ない！」

2012年
- NTV「天才！志村どうぶつ園 盲導犬クイールのもうひとつの物語」再現
- NTV「行列のできる法律相談所」- 大浦 主之和 役
- TX「ピラメキーノ Vシネ子役」
- TBS「それにはワケがある！」子ども調査隊

2013年
- CX「YOUコントしちゃいなよ」
- NHK教育「シャキーン！ モノローグ・カミングスーン」

2014年
- CX「OV監督」
- TBS「中居正広の金曜日のスマたちへ 緊急警告！本当に怖い熱中症」
- TBS「私の何がイケないの？」再現VTR
- CX「痛快TV スカッとジャパン」

### テレビCM
2009年
- 夢ハウス「かわいいガイド篇」

2010年
- いろはす「NTV × ecoweek」
- バンダイ「カガミルインナー」

2012年
- タカラトミー「ポケモンおしゃべりフレンドぬいぐるみ」

2013年
- 日本マクドナルド「ハッピーセット イナズマイレブン篇」

2014年
- 富士通「あなたの未来に。富士通の技術 モビリティ篇」
- バンダイ「大怪獣ラッシュ 3弾」
- Youtube「好きなことで、生きていく-MAX MURAI-」

### 映画[1]
- 悪夢ちゃん The 夢ovie（監督: 佐久間紀佳, 2014年5月3日公開）- 名倉 優斗 役
- 百瀬、こっちを向いて。（監督: 耶雲哉治, 2014年5月10日公開）- 相原 ノボル(幼少期) 役